# Ilava
 Ovo je glavno značenje pojma Ilava. Za Okrug pogledajte Okrug Ilava.
Ilava (njemački Illau, mađarski: Illava)  je grad u sjeverozapadnoj Slovačkoj u Trenčinskom kraju. Grad je upravno središte Okruga Ilava

## Zemljopis
Grad se smjestio u blizini rijeka Váh u podnožju planine Strážovské vrchy, obližnji gradovi su Považská Bystrica i Trenčín.

## Povijest
Prvi pisani spomen grada datira iz 1332./1337. Naselje se razvilo ispod gotičkog dvorac (s istim imenom) iz 13. stoljeća, koji je pretvoren u renesansnu utvrdu u 16. stoljeću, u samostan 1693. godine i na kraju u zatvor 1856. godine, a bio je i koncentracioni logor 1938. godine.

## Stanovništvo
| Godina:     | 1993. | 2003.   | 2013.   | 2023.   |
| ----------- | ----- | ------- | ------- | ------- |
| Broj ljudi: | 5461  | 5412    | 5483    | 5558    |
| Razlika:    |       | -0,89 % | +1,31 % | +1,36 % |

| Godina:     | 2022. | 2023.   |
| ----------- | ----- | ------- |
| Broj ljudi: | 5568  | 5558    |
| Razlika:    |       | -0,17 % |

Po popisu stanovništva iz 2001. godine grad je imao 5.441 stanovnika. Po popisu stanovništva u gradu živi najviše Slovaka.
- Slovaci 98,1%
- Česi 0,9%
- Romi 0,1%

Prema vjeroispovijesti najviše je rimokatolika 87,2%, ateista 7,9%  i luterana 1,2%.

## Poznate osobe
- Marcel Hossa, NHL igrač hokeja
- Tomáš Kopecký, NHL igrač hokeja

## Vanjske poveznice
- Službena stranica grada

### Ostali projekti
|  | Zajednički poslužitelj ima još gradiva o temi Ilava |